# Calamagrostis hartmaniana
Calamagrostis hartmaniana är en gräsart som beskrevs av Elias Fries. Calamagrostis hartmaniana ingår i släktet rör, och familjen gräs. Inga underarter finns listade i Catalogue of Life.